# Ґалензевиці
Ґалензевиці (пол. Gałęzewice) — село в Польщі, у гміні Колачково Вжесінського повіту Великопольського воєводства.
Населення — 171 особа (2011).
У 1975-1998 роках село належало до Познанського воєводства.

## Демографія
Демографічна структура станом на 31 березня 2011 року:
|          | Загалом | Допрацездатний вік | Працездатний вік | Постпрацездатний вік |
| -------- | ------- | ------------------ | ---------------- | -------------------- |
| Чоловіки | 96      | 23                 | 61               | 12                   |
| Жінки    | 75      | 15                 | 44               | 16                   |
| Разом    | 171     | 38                 | 105              | 28                   |